# 太平天国护王府遗址
太平天国护王府遗址位于中国江苏省常州市钟楼区局前街187号，今常州市第一人民医院院内。该处原为阳湖县衙署，太平天国护王陈坤书驻守常州时（1862年春至1864年5月）将其改建为府第。原大门、正厅和二厅等均已不存，仅存内宅部分砖木结构的回形转楼（俗称走马楼）及部分庭院。回形转楼为上下两层，南、北两楼均为七开间，东西以厢楼相接，中为天井。2008年1月至2009年1月在此基础上重修扩建，用于陈列太平天国史料和第一人民医院院史资料。但因院方管理人员不足，现平时院门紧锁，参观需进行预约。